# Banánháborúk
A banánháborúk megszállási és rendőrségi hadműveletek, illetve beavatkozások voltak Közép-Amerikában és a Karib-térségben az Egyesült Államok részvételével. Ez az időszak az 1898-as spanyol–amerikai háborúval és az azt lezáró párizsi békével kezdődött, mely az Egyesült Államok számára Kuba és Puerto Rico feletti irányítást garantált.
A Spanyolországgal folytatott háború és 1934 között az Egyesült Államok katonai és megszállási hadműveleteket vezetett Panamában, Hondurasban, Nicaraguában, Mexikóban, Haitin és a Dominikai Köztársaságban. A konfliktussorozat a Haitiben állomásozó csapatok visszavonásával és Franklin D. Roosevelt elnök jószomszédi politikájával ért véget 1934-ben.

## Kezdetek
A konfliktusoknak számos oka volt, de a legtöbb gazdasági természetű volt. A konfliktusokat „Banánháborúknak” nevezték, a kifejezés az említett beavatkozások és az amerikai gazdasági érdekek ebben a régióban való biztosítása közötti kapcsolatból ered.
A legkiemelkedőbb a United Fruit Company (Egyesült Gyümölcs Cég) volt, melynek jelentős gazdasági érdekei voltak a banán, a dohány, a cukornád és számos más termék termelésében a Karib-térségben, Közép-Amerikában és Dél-Amerika északi részén. Az Egyesült Államokat politikai érdekei is vezérelték, meg akarta őrizni a Panama-csatorna feletti befolyási övezetét és irányítást, melyet a közelmúltban épített ki, és alapvető fontosságú volt a globális kereskedelem, valamint tengerészeti erő szempontjából.

## Érintett területek
Kuba és Puerto Rico, az Egyesült Államok beavatkozik Kubában és megszállja Puerto Ricót 1898-ban.
Panama, a földszorosnál az Egyesült Államok által folytatott beavatkozások az 1846-os Mallarino-Bidlack szerződésig nyúlnak vissza és az 1856-os úgynevezett „dinnyeháború” (Watermelon War) után fokozódtak. 1903-ban Panama elszakadt a Kolumbiai Köztársaságtól, az Egyesült Államok támogatásával, az ezernapos háború (Thousand Days War) eredményeként. A Panama-csatorna akkor még építés alatt állt, és létrehozták az Egyesült Államok hatósága alá tartozó Panama-csatorna Övezetet (később, 2000-ben átadták Panamának).
Nicaragua, a korábbi évtizedek többszöri partraszállását és tengeri bombázásait követően 1912-1933 között, majdnem folyamatosan az Egyesült Államok megszállása alatt állt.
Kuba, 1898-1902 között Leonard Wood, az Egyesült Államok katonai vezetője által felügyelt megszállás alatt állt, majd 1906-1909 és 1917-1922 között ismét; 1934-ig a Platt-kiegészítés (Platt Amendment) által diktált feltételek szerint kormányozták.
Haiti, 1915-1934 között az Egyesült Államok megszállása alatt állt, mely egy új haiti alkotmány létrehozásához vezetett 1917-ben, ebben intézményesítettek olyan változtatásokat, mint például a korábbi nem-haiti lakosságra vonatkozó földtulajdonlási tilalom eltörlését. Ekkor volt az első és második Caco háború is.
Dominikai Köztársaság, hadműveletek 1903-ban, 1904-ben (Santo Domingo Eset/Krízis) és 1914-ben; 1916-1924 között az Egyesült Államok megszállása alatt.
Honduras, a United Fruit Company és a Standard Fruit Company dominálta az ország banánexport szektorát és a hozzátartozó földbirtokokat és vasútvonalakat, amerikai csapatok jelenléte 1903, 1907, 1911, 1912, 1919, 1924 és 1925 során. A „Banánköztársaság” elnevezés O. Henry írótól származik, így jelölte meg Hondurast 1904-ben.
Mexikó, az Egyesült Államok ekkori ténykedése Mexikóban hasonló általános gazdasági és politikai vezethető vissza, de külön esetként kezelendő. Az amerikaiak határháborút folytattak Mexikóval 1910-1919 között a további okok miatt: a bevándorlók és menekültek forradalmi Mexikóból (pacificos) való áramlása feletti irányítás, és a lázadók Egyesült Államok alá tartozó területeken folytatott rajtaütéseinek hárítása. Veracruz 1914-es amerikai megszállása azonban fegyveres befolyás gyakorlása volt, nem határkérdésről szólt; a célja az volt, hogy elvágja a németektől a Mexikói kormány vezetője, Victoriano Huerta részére érkező készletek útját, Huertát az Egyesült Államok elnöke, Woodrow Wilson nem ismerte el. Az első világháborút megelőző években az Egyesült Államok figyelt a Németország elleni regionális erőegyensúlyra is. A németek aktívan fegyverezték fel és tanácsokkal látták el a mexikóiakat, ezt támasztja alá az 1914-es SS Ypiranga fegyver-hajózási eset, a német szabotőr, Lothar Witzke mexikóvárosi bázisa, az 1917-es Zimmermann telegram, és a német tanácsadók jelenléte az 1918-as Ambos Nogales-i csata során. A mexikói forradalom során csak kétszer foglalta el Mexikót az Egyesült Államok; Veracruz időleges megszállásakor 1914-ben és 1916-1917 között, mikor John Pershing, amerikai tábornok és serege Mexikóba vonult Pancho Villa országos keresésére.
Más latin-amerikai nemzeteket már a kényszerítés szintjéig befolyásoltak vagy domináltak az amerikai gazdasági stratégiák és/vagy gazdasági érdekek. Theodore Roosevelt 1904-ben meghirdette a Roosevelt Corollary-t (kiegészítés, következmény) a Monroe-doktrínához, ezzel jogok biztosítva az Egyesült Államok számára a Karibi-térség és Közép-Amerika államainak gazdasági ügyeibe való beavatkozásra a stabilizáció érdekében, amennyiben nem képesek fizetni nemzetközi adósságaikat. 1909-1913 közt William Howard Taft elnök és külügyminisztere, Philander C. Knox a ”békésebb és gazdaságosabb” dollárdiplomáciát folytatták, bár ezt is erőszakkal biztosították, mint Nicaraguában.

## Amerikai gyümölcstársaságok és Honduras
Honduras történetének első évtizedei a politikai és gazdasági instabilitás jegyében teltek. Valójában a függetlenség és a Carias-kormány hatalomra kerülése közt eltelt időszakban 210 fegyveres összetűzésre került sor. Miguel Cáceres Rivera és Sucelinda Zelaya Carranza szerint ez az instabilitás részben az amerikai beavatkozásból fakadt.
Az első társaság, mely egyezséget kötött a hondurasi kormánnyal a Vaccaro Brothers Company (Standard Fruit Company) volt. Aztán a Cuyamel Fruit Company vette át az irányítást. Továbbá, a United Fruit Company is szerződést írt alá a kormánnyal, melyet aztán támogatói (Tela Rail Road Company és Truxillo Rail Road Company) segítségével valósított meg.
Különböző dolgok vezettek a hondurasi kormány és az amerikai cégek közt kötött szerződések aláírásához. A leggyakoribb az volt, hogy egy hondurasi vasútvonal befejezéséért cserébe birtokot kapott a társaság. Ezért volt, hogy egy vasúttársaság bonyolította le a megállapodásokat a United Fruit Company és Honduras közt.
Azonban Mark Moberg szerint Közép-Amerika legtöbb banántermelőjét (beleértve Hondurast) utolérte a Panama-kór, egy gombafajta, mely óriási területen tizedelte a termést. Mikor ez történt, a társaságok ott hagyták az ültetvényt, lerombolták a vasutat (és más felszerelést), amelyet egészen addig használtak. Ezért vitatható, hogy a szolgáltatások cseréjét a kormány és a társaságok közt nem mindig tisztelték.
A végső cél egy szerződés megkötésekor az volt, hogy a termeléstől kezdve az elosztásig mindent irányítsanak. Ennek eléréséhez a társaságok gerillákat, elnöki választásokat, kormányokat támogattak. River és Carranza szerint az amerikai társaságok indirekt részvétele az ország konfliktusaiban súlyosbította a helyzetet. Valójában a veszélyesebb és modernebb fegyverzet jelenléte még veszélyesebb harcot tett lehetővé a különböző csoportok közt.

## Amerikai gyümölcstársaságok Brit Hondurasban
Brit Hondurasban (a mai Belize) kicsit más volt a helyzet. Mark Moberg szerint annak ellenére, hogy a United Fruit Company volt Brit Honduras egyedüli exportőre és hogy a társaság manipulálta a kormányt, az ország elkerülte a ”banánköztársaság” nevet, mellyel abban az időben több közép-amerikai országot jelöltek meg.

## Az amerikai katonaság
A katonai beavatkozások javát az Amerikai Egyesült Államok Tengerészgyalogsága hajtotta végre. A Tengerészetet annyiszor vetették be, hogy 1921-ben kifejlesztették a Small Wars Manual, The Strategy and Tactics of Small Wars című kézikönyvet. Néha a tengerészeti tüzérséget és a hadsereget is használták. Talán a legaktívabb katonai vezető volt a banánháborúk során az Egyesült Államok Tengerészgyalogságának vezérőrnagya, Smedley Butler, aki 1903-ban Hondurasban, 1909-1912 közt Nicaraguában tartatta be az amerikai elveket, 1914-ben pedig Becsületrenddel tüntették ki Veracruzban játszott szerepéért, és egy második Becsület érdemérmet kapott bátorságáért, miután ”megtörte a Caco ellenállást” Haitiban, 1915-ben. 1935-ben híres könyvében írta Butler:
”33 évet és 4 hónapot szolgáltam a katonaságnál, és legtöbb időmet a ’Nagy Üzletek’ első osztályú izomembereként töltöttem, a Wall Street és a bankárok szolgálatában. Röviden a kapitalizmus egyik zsarolója, egyik gengsztere voltam. 1914-ben segítettem megcsinálni Mexicót, különösen Tampico-t, hogy biztonságos helye legyen az amerikai olaj érdekeknek. Én segítettem lakályossá tenni Haitit és Kubát a National City Bank pénzgyűjtő fiainak. Segédkeztem fél tucat közép-amerikai köztársaság megerőszakolásában a Wall Street hasznára. Én segítettem Nicaragua megtisztításában a Brown Testvérek Nemzetközi Bankháza számára 1902 és 1912 között. Én világítottam rá a Dominikai Köztársaság jelentőségére az amerikai cukor biznisz szempontjából 1916-ban. Én segítettem rendbe tenni Hondurast az amerikai gyümölcs társaságoknak 1903-ban. Kínában is én segítettem a Standard Oil-nak, hogy zavartalanul ténykedhessen 1927-ben. Így visszatekintve, adhattam volna néhány jó tanácsot Al Capone-nak. A legtöbb amit ő tehetett, hogy három kerületet zsarolt. Én három kontinensen ténykedtem.”

### Említésre méltó veteránok
Egyéb említésre méltó veteránok a banánháborúkból:
- Az Amerikai Egyesült Államok Hadserege:
  - Robert L. Eichelberger
  - Muir S. Fairchild
  - James M. Gavin
  - Lewis Blaine Hershey
  - Walter Krueger
  - Douglas MacArthur
  - Matthew Ridgway
  - Ralph C. Smith
  - Walton Walker
- Az Amerikai Egyesült Államok Tengerészgyalogsága:
  - Evans F. Carlson
  - Alfred Austell Cunningham
  - Daniel Daly {MOH}
  - Pedro del Valle
  - James Devereux
  - Merritt A. Edson
  - Earl Hancock Ellis
  - Logan Feland
  - Roy Geiger
  - Joseph A. Glowin {MOH}
  - Frank Goettge
  - Herman H. Hanneken {MOH}
  - James Harbord
  - John A. Lejeune
  - Homer Litzenberg
  - Harry B. Liversedge
  - Francis P. Mulcahy
  - Joseph Henry Pendleton
  - Chesty Puller
  - John H. Quick {MOH}
  - Francis D. Rauber
  - William H. Rupertus
  - Christian F. Schilt {MOH}
  - Oliver P. Smith
  - Donald L. Truesdale {MOH}
  - William P. Upshur {MOH}
  - Alexander Vandegrift
  - Thomas E. Watson (USMC)
  - Ernest C. Williams {MOH}
  - Roswell Winans {MOH}
  - Louis E. Woods
- Az Amerikai Egyesült Államok Haditengerészete:
  - Harry C. Beasley {MOH}
  - Isaac C. Kidd {MOH}
  - Frank Friday Fletcher {MOH}
  - George M. Lowry {MOH}
  - Marc Mitscher
  - William Zuiderveld {MOH}

## Fordítás
- Ez a szócikk részben vagy egészben  a   Banana_Wars című angol Wikipédia-szócikk ezen változatának fordításán alapul.  Az eredeti cikk szerkesztőit annak laptörténete sorolja fel. Ez a jelzés csupán a megfogalmazás eredetét és a szerzői jogokat jelzi, nem szolgál a cikkben szereplő információk forrásmegjelöléseként.